# 萨默维尔 (阿拉巴马州)
萨默维尔（英文：Somerville），是美国阿拉巴马州下属的一座城市。面积约为2.74平方英里（约合7.11平方公里）。根据2010年美国人口普查，该市有人口724人，人口密度为263.85/平方英里（约合101.83/平方公里）。